# Gennes-sur-Glaize
Gennes-sur-Glaize is een plaats en voormalige gemeente in het Franse departement Mayenne (regio Pays de la Loire) en telt 790 inwoners (1999). De plaats maakt deel uit van het arrondissement Château-Gontier. Gennes-sur-Glaize is op 1 januari 2019 gefuseerd met de gemeente Longuefuye tot de gemeente Gennes-Longuefuye. 

## Geografie
De oppervlakte van Gennes-sur-Glaize bedraagt 26,4 km², de bevolkingsdichtheid is 29,9 inwoners per km².
De onderstaande kaart toont de ligging van Gennes-sur-Glaize met de belangrijkste infrastructuur en aangrenzende gemeenten.

## Demografie
Onderstaande figuur toont het verloop van het inwonertal (bron: INSEE-tellingen).